# Striptease (pel·lícula de 1977)
Striptease és una pel·lícula espanyola de drama eròtic del 1977 escrita i dirigida per Germán Lorente Guarch, i que gaudí d'un repartiment internacional encapçalat per Terence Stamp i Corinne Cléry.

## Sinopsi
Patricia és una prometedora actriu que treballa en el rodatge d'una pel·lícula. Però com no accedeix a les proposicions sexuals del productor, és acomiadada i ha de buscar desesperadament un altre treball com a ballarina.

## Repartiment
- Terence Stamp...	Alain
- Corinne Cléry...	Anne
- Pilar Velázquez...	Silvia
- Alberto de Mendoza...	George
- Fernando Rey	...	Alfonso
- Verónica Miriel...	Gatita
- George Rigaud	...	Director
- Gérard Tichy	...	Play Boy
- Manuel Zarzo	...	Amo del local de striptease

## Recepció
Fou una de les 13 pel·lícules candidates a alguns dels Premis del Sindicat Nacional de l'Espectacle de 1976, encara que finalment no en va rebre cap.